# Павлов, Юрий Николаевич (поэт)
Юрий Николаевич Павлов (23 марта 1938, Москва — 15 июня 2017, Кишинёв) — русский поэт Молдавии.
Родился в Москве. Отец — Николай Петрович Павлов. Мать — Анна Алексеевна Павлова (Соловьёва).
Учился в Институте физкультуры и спорта в Москве. Мастер спорта СССР по фехтованию.
С 1964 года до конца своих дней проживал в Кишинёве.
В 1969 году окончил филологический факультет Кишиневского государственного университета.
С 1976 года — член Союза писателей СССР и Молдавии.
Работал ответственным секретарем газеты «Заря», литературным сотрудником газеты «Молодёжь Молдавии», специальным корреспондентм Всесоюзного радио на Гостелерадио Молдавии (1975 — 1998).
Дебютировал как поэт в многотиражной газете «Кишинёвский университет» (1964).
Автор текстов к песням, многие из которых написаны на музыку композитора Аркадия Люксембурга
Признанный переводчик с румынского языка.
Лауреат премии журнала «Кодры».
Удостоен поощрительного приза на Втором поэтическом конкурсе журнала «Чайка» им. Льва Лосева по разделу «Лирика» в 2012 году.
Награждён Есенинской премией Молдовы в 2016 году.

## Книги
- После дождя [Текст] : Стихи [и поэмы "Росский дозор" и "Сенатский снег"]. - Кишинев : Картя молдовеняскэ, 1972. - 80 с.; 17 см.
- Весеннее облако [Текст] : Стихи / Юрий Павлов. - Кишинев : Картя Молдовеняскэ, 1976. - 119 с.; 17 см.
- Дерево у дороги : Кн. стихов / Юрий Павлов. - Кишинев : Лит. артистикэ, 1980. - 96 с.; 16 см.
- Октава : [Стихи] / Юрий Павлов. - Кишинев : Лит. артистикэ, 1987. - 135 с., [1] л. портр.; 17 см.
- «Солнечные часы» (Кишинёв, 1969)
- «Чаша сия» (Кишинёв, 1991)
- «Заблудившийся бумеранг» (Кишинёв, 2007)
- «Светотень» (Канада, 2013)
- «Зеркала Мельпомены» (Канада, 2014)